# Devereaux Mytton
Devereaux Mytton est un skipper australien né le 28 octobre 1924 à Melbourne et mort le 9 mai 1989 à Gold Coast.

## Carrière
Devereaux Mytton obtient une médaille de bronze olympique de voile en classe 5,5 mètres JI avec Jock Sturrock et Douglas Buxton aux Jeux olympiques d'été de 1956 de Melbourne à bord du Buraldoo.